# Alfred von dem Knesebeck
Alfred Cuno Paridam Freiherr von dem Knesebeck-Milendonck (29 de agosto de 1816 - 14 de diciembre de 1883) fue un soldado, terrateniente y miembro de la Cámara de Representantes Prusiana y del Reichstag de la Confederación Germana del Norte.

## Biografía
Alfred von dem Knesebeck nació en Berlín el 29 de agosto de 1816 siendo hijo del Mariscal de Campo Karl Friedrich von dem Knesebeck y de Adolphine von Klitzing. Asistió al Gymnasium zum Grauen Kloster en Berlín antes de ser comisionado en la Gardes du Corps en 1834, tiempo durante el cual conoció de cerca a Bismarck y al Príncipe Waldemar de Prusia, con quienes mantuvo una amistad de por vida.
En 1844 renunció a su comisión regular para asumir la administración de las fincas de la familia, aunque permaneció en el Landwehr hasta 1859, alcanzando el rango de Mayor. En 1858 fue testigo de la campaña colonial francesa en la Cabilia.
El 28 de septiembre de 1843 Knesebeck se casó con Franziska von Bojanowski, hija del Teniente General Alfred von Bojanowski, tras un breve cortejo. Entre 1859 y 1862 y entre 1866-68 fue miembro de la Cámara de Representantes Prusiana, y en 1867 fue miembro del Reichstag de la Confederación Germánica del Norte.
Como caballero de la Orden de San Juan se involucró en profundidad en el cuidado de los heridos durante la Segunda Guerra de Schleswig (1864), la guerra austro-prusiana (1866) y la guerra franco-prusiana (1871). Por estos servicios recibió la Orden del Águila Roja, la Orden de la Corona y la Orden bávara al Mérito Militar. Por petición personal del Príncipe de la Corona Federico Guillermo también se le presentó la primera Cruz de Hierro concedida por servicios en la Orden de San Juan.
A la luz de sus servicios y los de su padre se le concedió unir la baronía de Milendonck a la de Knesebeck. La familia Milendonck se había casado con la familia Knesebeck a principios del siglo XVIII, pero se había extinguido. Esto fue concedido por decreto real de 10 de marzo de 1870.

## Honores
Reino de Prusia: Orden del Águila Roja, 3.ª Clase
 Reino de Prusia: Orden de la Corona, 3.ª Clase con dispositivo de la Orden de San Juan. La primera concedida como tal.
 Reino de Prusia: Orden de San Juan, Caballero de Justicia
 Reino de Prusia: Cruz de Hierro, 2.ª Clase
 Reino de Prusia: Cruz al Servicio
- Reino de Baviera: Orden al Mérito Militar, 2.ª Clase